# Аббатство Нидархольм
Аббатство Нидархольм (норв. Nidarholm kloster , англ. Nidarholm Abbey ) — бенедиктинский монастырь, который располагался в 1100—1537-х годах на нынешнем острове Мункхолмен в Тронхеймс-фьорде рядом с Тронхеймом. Во времена существования монастыря остров Мункхолмен также имел название Нидархольм.

## История
Существуют две версии основания монастыря: английские источники говорят, что его основателем был в 1028 году, король Дании, Англии и Норвегии Кнуд Великий, но исландские саги утверждают, что основал вассал Сигурд Улльстренг короля Магнуса III Голоногого (Босоногого) примерно в 1100 году. Сигурд посвятил обитель святому Лаврентию Римскому и святому Бенедикту Нурсийскому. Сам Магнус, после поражения армии Харальда и свержения, был помещен в монастырь и провел там какое-то время в качестве монаха.
В 1248 году английского монаха и летописца Матвея Парижского руководить реформой Нидархольма.
Монастырь был могущественным и богатым, торговал с Англией, но пострадал от серьезных пожаров в 1210 и 1317 годах, после которых он стал менее заметным. Последний пожар произошел в 1531 году, незадолго до реформации.
В период реформации монастырь стал последним оплотом католической церкви в Норвегии под руководством Олава Энгельбректссона, архиепископа Нидаросского. В 1537 году, когда бежавший сюда Олав Энгельбректссон и его люди вынуждены были прекратить сопротивление осадившим остров королевским войскам флотом Йенса Сплида, монахи покинули обитель.
После 1537 года монастырь был заброшен и со временем превратился в крепость, а затем — в тюрьму для государственных преступников. Сегодня здесь музей, никаких видимых остатков монастыря нет.